# Савин, Георгий Андреевич
Георгий Андреевич Савин (5 февраля 2002, Москва — 22 июня 2023, Рязань) — российский хоккеист, нападающий.

## Биография
Выпускник подольской школы «Витязь» 2002 года рождения. В сезонах 2019/20 — 2021/22 играл за команду МХЛ «Русские витязи», в последнем сезоне был капитаном команды. 14 сентября 2021 дебютировал в КХЛ в домашнем матче «Витязя» против «Трактора» (3:4), до конца года провёл 13 матчей, забил одну шайбу. В апреле 2022 года подписал с клубом двухлетний контракт, но следующий сезон начал в фарм-клубе «Рязань-ВДВ» из ВХЛ. Сыграв шесть матчей, стал выступать за МХК «Рязань-ВДВ» в НМХЛ. Весной 2023 года расторг контракт с «Рязанью».
22 июня 2023 года скончался в возрасте 21 года, выпав с 18‑го этажа в Олимпийском городке Рязани. Похоронен 25 июня на кладбище Киово в городе Лобня.